# Pericikl
Pericikl je biljno tkivo. Ovo tkivo smešteno je u vegetativnim biljnim organima - stablu i korenu, a javlja se kao prvi sloj histološke celine označene kao centralni cilindar. Pericikl ujedno razgraničava dve histološke celine: centralni cilindar u centralnom delu stabla ili korena i primarnu koru, koja je smeštena iznad centralnog cilindra. 

## Anatomska građa pericikla
Građa pericikla varira u zavisnosti od toga da li je tkivo smešteno u stablu ili korenu, kao i od toga unutar koje biljne klase se tkivo javlja.

### Građa pericikla u stablu dikotila
Kada se pericikl posmatra u stablu unutar klase Magnoliopsida (klasa dikotila), javlja se samo kod onih predstavnika koji imaju tip stabla sa provodnim snopićima. S druge strane, kod predstavnika dikotila koji imaju tip stabla bez provodnih snopića, kakva je npr. vrsta Lamium maculatum L. (mrtva kopriva), pericikl nije diferenciran. 
Na poprečnom preseku vrste Cucurbita pepo L. (tikva), koja pripada klasi dikotila, pokazano je da se pericikl sastoji iz prstena sklerenhimskog vlakna, ispod kog naleže nekoliko slojeva parenhimskih ćelija. Kod tikve je dakle pericikl višeslojan, izgrađen od dve grupe tkiva: mehaničkog tkiva (sklerenihim - mrtve, zadebljale ćelije) i parenhimskog tkiva, koje je sačinjeno od živih, metabolički aktivnih ćelija. 
Kod nekih predstavnika dikotila, pericikl može biti i jednoslojan.

### Građa pericikla u korenu monokotila
Na poprečnom preseku korena Iris germanica L. (perunika), pericikl je izgrađen od živih, tesno zbijenih parenhimskih ćelija. Karakteristično za ove ćelije je što zadržavaju meristemsku aktivnost (sposobnost naknadne deobe pri kojoj novonastale ćelije stiču specijalizovane funkcije, diferenciraju se). 
Tri važne uloge pericikla u ovom slučaju su:
- formiranje bočnih korenova koji se začinju u nivou pericikla
- diferencijacija u kambijum
- diferencijacija u felogen

Još jedan tip pericikla sreće se na poprečnom preseku rizoma Pteridium aquilinum (L.) Kuhn., bujad. On ne okružuje centralni cilindar u ovom slučaju jer sam cilindar nije jasno uočljiva celina, već pericikl kod bujadi okružuje provodni snopić. Izgrađen je iz dva tipa tkiva: endoderma (sloj zadebljalih, tesno zbijenih ćelija) i sloja skrobne sare (parenhimske ćelije bogate skrobom).